# Великий литовский путь

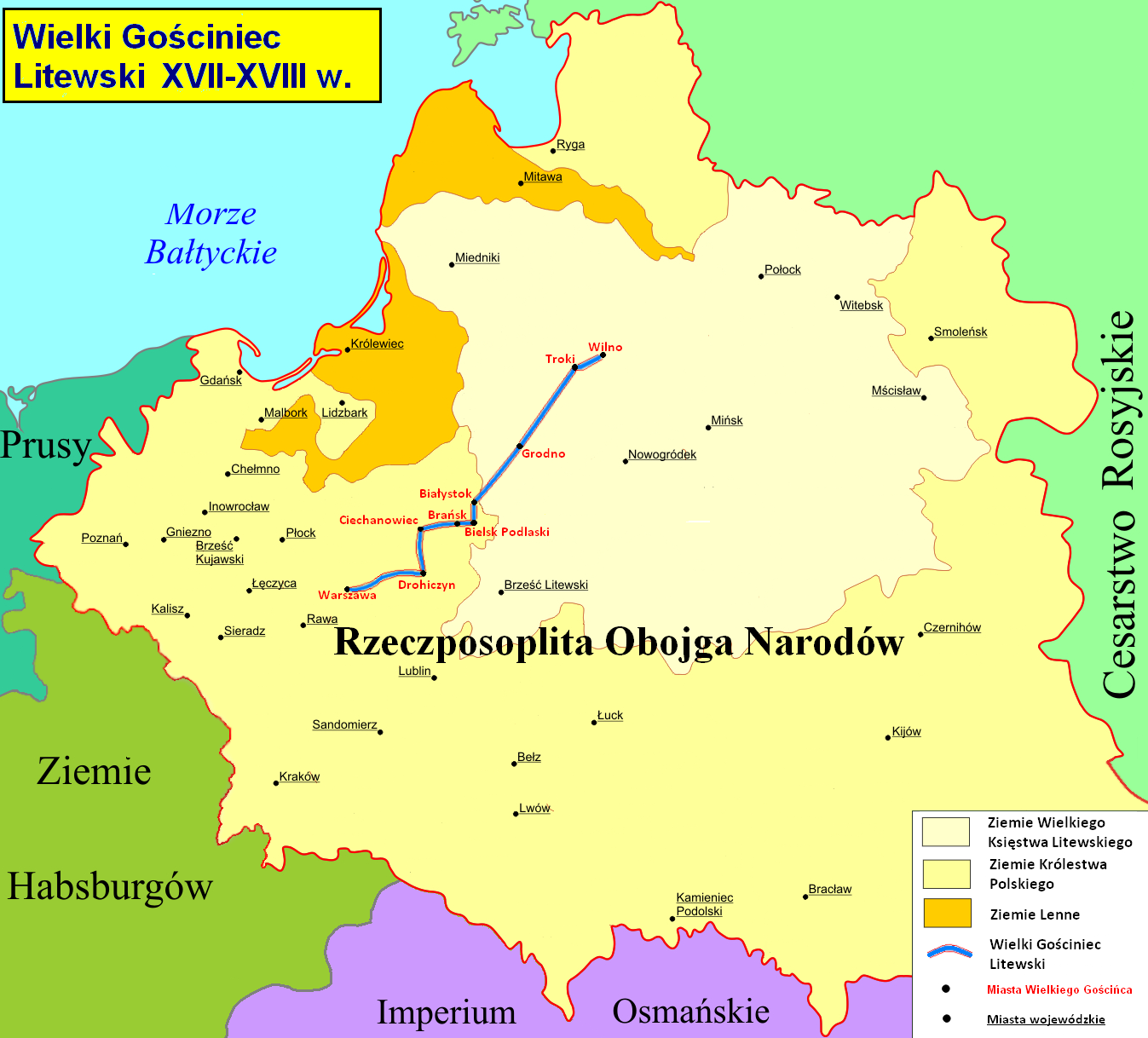
Маршрут.

Великий литовский путь (лит. Didysis Lietuvos kelias, пол. Wielki Gościniec Litewski) — одна из важнейших дорог Речи Посполитой, соединявшая столицу Польского королевства Варшаву со столицей Великого княжества Литовского Вильнюсом.
Дорога шла из Варшавы через Венгрув, Соколув-Подляски, Дрогичин, Цехановец, Бельск-Подляски, Белосток и проходила через литовские города Супрасль, Сокулка, Гродно, Друскининкай и Тракай, заканчиваясь в Вильнюсе. Из столицы Литвы маршрут продолжался до Москвы, а Варшава была связана дорогами с большинством крупных городов Центральной Европы.
Маршрут восходит к XIII в., но его расцвет пришелся на XVIII в., когда во время правления Августа II была начата регулярная почтовая служба. В то время вдоль Великого Литовского пути были созданы постоянные почтовые станции, которые финансировались расположенными вдоль маршрута городами.
Несколько иностранных путешественников описывали Великий Литовский путь. Среди них был Георг Форстер, пересекший его в 1784 году по пути в Вильнюсский университет.